# فرودگاه سوبربن
فرودگاه سوبربن (به انگلیسی: Suburban Airport) یک فرودگاه همگانی بهره‌برداری هوایی با کد یاتا none است که یک باند فرود آسفالت دارد و طول باند آن ۷۰۸ متر است. این فرودگاه در کشور ایالات متحده آمریکا قرار دارد و در ارتفاع ۴۵ متری از سطح دریا واقع شده است.